# Valentín de Foronda
Valentín Tadeo de Foronda y González de Echavarri (Vitòria, Àlaba, 14 de febrer de 1751 - Pamplona, 24 de desembre de 1821) economista i escriptor il·lustrat basc.

## Biografia
De família noble i acabalada, era fill de Luis Antonio de Foronda, cavaller de l'Orde de Santiago que havia fet fortuna en una juvenil emigració al Perú i va aconseguir l'ocupació de tresorer general de la Santa Croada en el bisbat de la Pau. La seva mare, Catalina de Echavarri, provenia d'una altra família prestigiosa, ja que era filla d'un secretari del Consell del rei i regidor perpetu de Vitòria. La família tenia propietats importants i interessos comercials en la Companyia de Caracas. En 1777 Valentín va ser nomenat jutge de policia de Vitòria i va intervenir activament en la creació d'un Hospici que aportés mà d'obra barata per a la fabricació de draps i que alhora regenerés les víctimes de la pobresa. Participa en la creació del Banc de San Carlos amb el seu amic Francisco Cabarrús, el principal impulsor del projecte, i també de la Companyia de les Filipines. És membre de la Reial Societat Bascongada d'Amics del País, però se sent incòmode en ella i l'abandona, encara que freqüenta als seus membres i manté estret contacte amb ella. En 1782 es trasllada a una casa de Bergara. Viatjà a Itàlia, Flandes, Gran Bretanya i Alemanya i entaula amistat amb els professors estrangers del Seminari Patriòtic, amb el que accedeix a bibliografia estrangera difícil de trobar a Espanya. La seva afició a l'estudi li transforma en un polígraf interessat en nombrosos temes. Publica habitualment en la premsa periòdica (Diario de Madrid, Diario de Zaragoza, Setmanari de Salamanca, etc.). Publica obres de química, lògica (tradueix i adapta en diàleg la Lògica de Condillac en 1794, a fi d'educar en ella al seu fill, segons fa constar en el pròleg de l'obra), economia i política. Va ser escollit membre de les societats econòmiques de Saragossa i Valladolid, de la de Ciències Naturals de Barcelona, de l'Acadèmia Reial de Ciències i Arts de Bordeus i posteriorment de l'American Philosophical Society de Philadelphia, fundada per Benjamin Franklin.
Abans de 1789, el contingut polític i econòmic de les propostes de Foronda és relativament moderat, però, després d'aquesta data, evoluciona cap al més pur liberalisme. Fins a 1789 es van reflectint en la seva obra les idees de Montesquieu, Coyer i l'humanisme de Gaetano Filangieri, David Hume i Brissot de Warville. Però en 1788 i 1879 comença a publicar una sèrie de cartes a l'Espíritu de los mejores diarios on dona el gran salt cap a l'acceptació plena i radical dels principis econòmics liberals. Aquestes cartes van ser reeditades a Madrid (primer tom, 1789; segon, 1794; després reimpresos en 1799) i Pamplona (1821) sota el títol Cartas sobre los asuntos más exquisitos de la economía política. És una gran crítica a l'intervencionisme estatal i reflecteix les preocupacions de les classes burgeses espanyoles d'una manera que és impossible trobar en escrits anteriors. Allí afirma: "Els drets de propietat, llibertat i seguretat són les tres deus de la felicitat dels estats". En aquestes cartes cita les obres de Davenant, John Locke, Adam Smith, Accarias de Serionne, Nicolás Donato, Forbonnais, Graslin, Herbert, Necker, Plumard de Dangeul, la Encyclopédie Méthodique, etc.). En realitat, el seu pensament està format a l'escola fisiocrática de François Quesnay i el iusnaturalisme, a través de les relacions que va tenir amb Bordeus i amb l'advocat fisiòcrata Guillaume Grivel, però se separa d'aquesta doctrina en punts molt importants. Rebutja la descripció de l'ordre social físic d'aquesta escola i es nega a acceptar alguns dels principis analítics de la mateixa (impost únic sobre la terra i el gran cultiu, per exemple) i les polítiques derivades d'aquests. D'altra banda, interpreta el principi de seguretat segons les idees de Baró d'Holbach i de Grivel. Per això critica el despotisme i defensa els drets polítics del ciutadà i la primacia de la sobirania popular sobre la reial.
Es va guanyar ràpidament enemics per les seves idees; va ser multat i obligat a abandonar Bergara per practicar amb el seu fill Fausto la inoculació de la verola, i va ser denunciat a la Inquisició per llegir llibres prohibits; a més l'inquisidor Juan Francisco Torrano l'acusà de connivència amb els francesos durant la Guerra de la Convenció i l'ocupació de Guipúscoa. La repressió afavorida pel comte de Floridablanca li va fer, ja que, callar en qüestions polític-econòmiques entre 1789 i 1797, més o menys. En 1781 publica les seves Cartas sobre la policía. Va aconseguir el càrrec de Cònsol general a Filadèlfia el 1801. En 1807 assumeix a més el lloc d'Encarregat d'assumptes econòmics del regne d'Espanya als Estats Units pel retorn de l'ambaixador. A Filadèlfia publica unes interessants Observaciones sobre algunos puntos de la obra del Quijote, 1807, encara que li posa peu d'impremta en Londres i ho signa T. E. (els seus segons nom i cognom, Tadeo Echavarri), temorós de la crítica cervantòfoba que bolca en aquesta obra; les cartes havien començat a redactar-se en 1793 a Bergara i retreuen a l'obra no ser tot l'edificant que és recomanable, així com certes incorreccions d'estil, en el qual el mateix autor reconeixia no conèixer suficientment la llengua de l'època; part d'aquestes acusacions van ser després rebatudes per Diego Clemencín. Fart de la camarilla de Casa-Irujo i les dificultats que li posen per poder solucionar els problemes que provoca el comerç espanyol amb els Estats Units, sol·licita la seva tornada a Espanya que obté el 1809.
Va passar més de quatre anys a La Corunya on es va guanyar amb els seus escrits crítics contra l'Antic Règim l'enemiga de l'església gallega i dels absolutistes (l'alcalde de la Corunya i altres sectors conservadors). Les seves idees s'abocaven a El Patriota Constitucional, El Ciudadano por la Constitución i la Gaceta Marcial y Política, on combat la tortura, la Inquisició, els abusos del clergat gallec, la falta de garanties processals en els plets, etc. Va escriure a més unes Cartas sobre la obra de Rousseau titulada Contrato social, La Corunya, 1814. Aleshores es van publicar molts pamflets contra ell. La reacció dels Perses el va escollir com un dels seus objectius i va ser capturat en un viatge que va fer a Madrid. Conduït a La Corunya, fou condemnat a deu anys de confinament a Pamplona; allí, a l'entorn dels Vidarte, transcorren els seus últims anys sense que deixés la seva dèria de transformar la societat espanyola, col·laborant en les Corts de Navarra de 1817 i 1818 a través dels Vidarte, de manera que van poder incloure's els principis liberals en aquestes Corts. Fou rehabilitat políticament en el Trienni liberal i va intentar infructuosament aconseguir el Consolat general de França, però només obtingué que les corts reconeguessin públicament la seva labor i el càrrec de Ministre del Tribunal especial de Guerra i Marina. Va reeditar algunes de les seves obres, va relatar el judici polític al fet que havia estat sotmès en Defensa de los dieciséis cargos hechos por don José de Valdenebro, Pamplona, 1820 i va escriure nous articles en 1821 per a El Liberal Guipuzcoano, però va morir la vespra de Nadal a Pamplona.

## Obres
- Cartas sobre los asuntos más exquisitos de la economía política, Madrid (tomo I, 1789; tomo II, 1794) y Pamplona (1821).
- Lecciones ligeras de química, Madrid, 1791.
- Miscelánea, Madrid, 1783, segunda edición 1793; és un conjunto de opúsculos y disertaciones reunidos para su publicación.
- Memorias leídas en la Real Academia de las Ciencias de París sobre la edificación de hospitales, Madrid, 1793.
- Cartas sobre la policía, Madrid, 1801.
- Carta sobre lo que debe hacer un príncipe que tenga colonias a gran distancia, Filadelfia, 1803.
- Apuntes ligeros sobre los Estados Unidos de la América septentrional, 1804.
- Observaciones sobre algunos puntos de la obra de Don Quijote, Londres, pero Filadelfia, 1807.
- Cartas presentadas a la Sociedad Filosófica de Philadelphia, Filadelfia, 1807.
- Apuntes ligeros sobre la Nueva Constitución proyectada por la Majestad de la Junta Suprema de España y reformas que intenta hacer en las leyes
- Cartas sobre varias materias políticas, Santiago de Compostela, 1811
- Ligeras observaciones sobre el proyecto de Nueva Constitución, La Coruña, 1811.
- Cartas sobre la obra de Rousseau titulada Contrato social, La Coruña, 1814
- Defensa de los dieciséis cargos hechos por don José de Valdenebro, Pamplona, 1820.